# Nové Zámky
Nové Zámky és una ciutat d'Eslovàquia. Es troba a la regió de Nitra. És capital del districte homònim. És la segona ciutat més gran de la regió, després de la capital, Nitra.

## Història

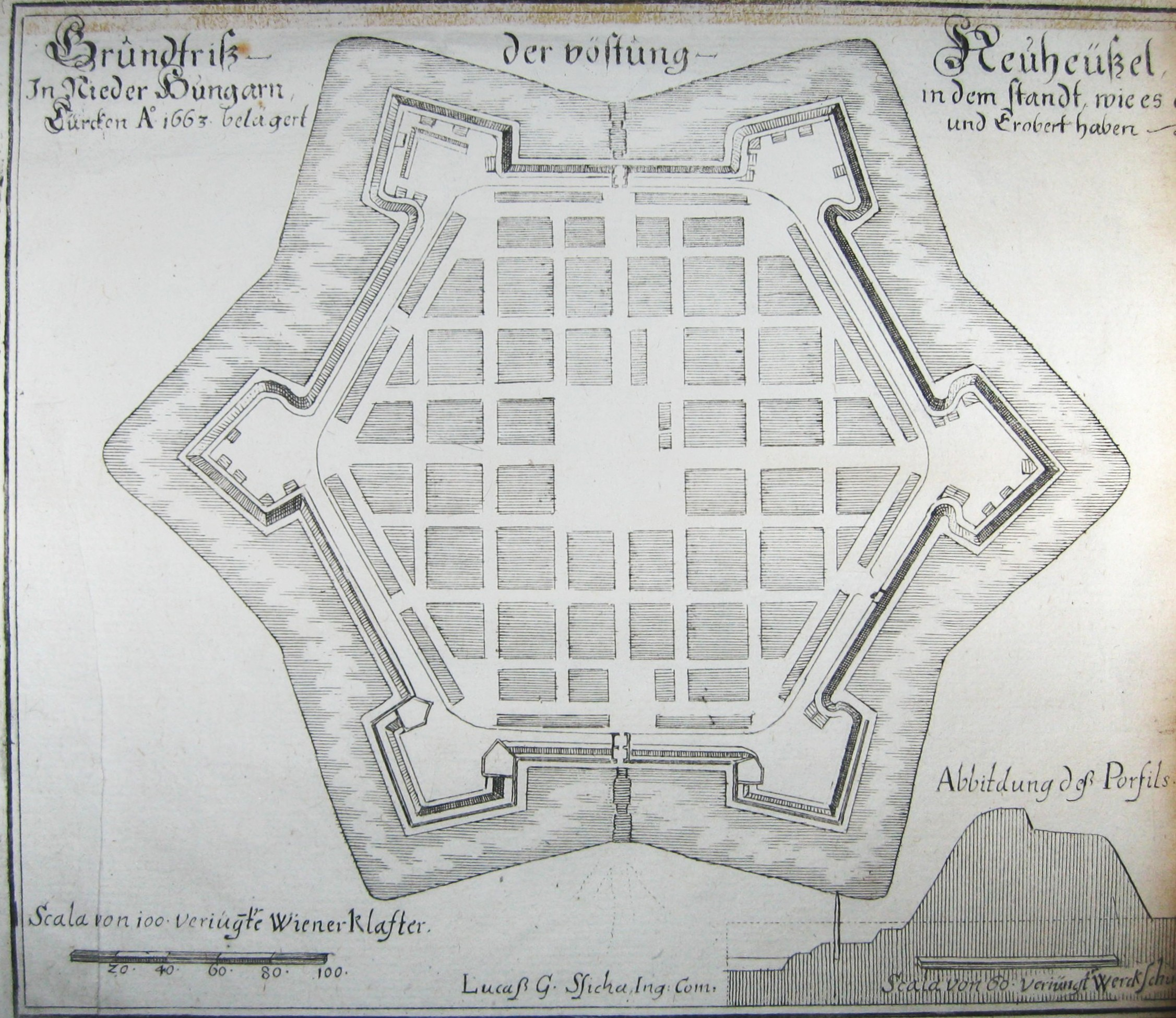
Plànol de la ciutat (aprox. 1680).

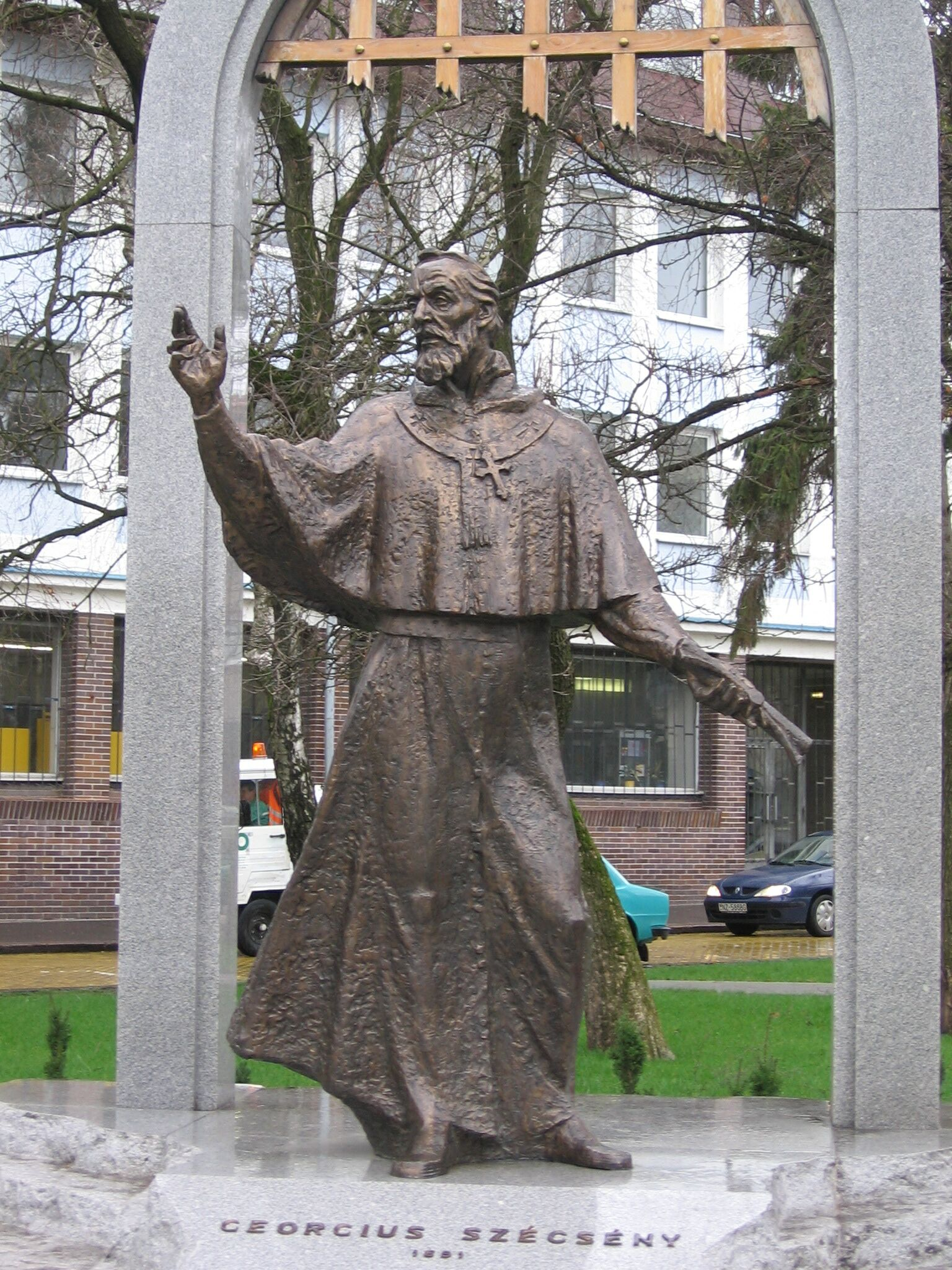
Arquebisbe Jordi Széchényi, estàtua a la plaça principal de Nové Zámky.

La ciutat, coneguda com a Érsekújvár, fou part del Regne d'Hongria des de mitjan segle x fins al 1918. El 1573 començà la construcció de la fortalesa que dona nom a la ciutat (que traduït al català seria 'Castell Nou'), la finalitat del qual fou la defensa contra l'Imperi Otomà.
El 1663 caigué finalment en mans dels turcs, que l'ocuparen fins al 1685, quan fou recuperada per al Regne d'Hongria per Carles V de Lorena. El 1691 rebé els privilegis de ciutat per part de l'Arquebisbe d'Esztergom Jordi Széchényi.
Com que la ciutat participà durant el segle XVII en diversos aixecaments contra la dinastia dels Habsburg, l'emperador Carles VI envià destruir les fortificacions entre el 1724 i el 1725.
Després de la desintegració de l'Imperi Austrohongarès el 1919, la ciutat passà a ser part de la nova Txecoslovàquia. Gràcies al Primer arbitratge de Viena, entre el 1938 i el 1945 tornà a ser territori d'Hongria. El 1944 durant la Segona Guerra Mundial la ciutat fou bombardejada pels aliats, que destruïren gran part dels edificis. Després de la guerra passà novament a formar part de Txecoslovàquia, fins a la divisió d'aquest país el 1993, quan aleshores passà a formar part de l'actual Eslovàquia.

## Demografia
| Godina             | 1994   | 2004   | 2014   | 2024   |
| ------------------ | ------ | ------ | ------ | ------ |
| Nombre de persones | 43.448 | 41.469 | 38.941 | 36.002 |
| Diferència         |        | −4,55% | −6,09% | −7,54% |

| Godina             | 2023   | 2024   |
| ------------------ | ------ | ------ |
| Nombre de persones | 36.410 | 36.002 |
| Diferència         |        | −1,12% |